# Schlingerdämpfer

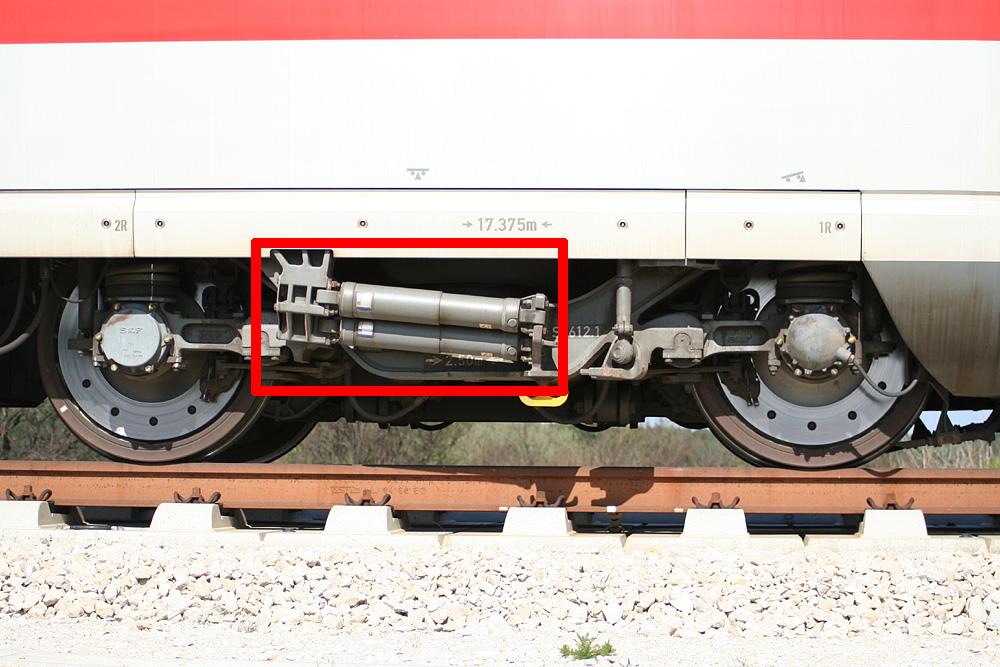
Schlingerdämpfer am Triebdrehgestell eines ICE 3 (rot markiert)

Der Schlingerdämpfer (oder auch Drehdämpfer) ist eine besondere Bauform des Stoßdämpfers. Sie dämpfen die Relativbewegung zwischen Drehgestell und Wagenkasten.

## Bei Schienenfahrzeugen
Drehdämpfer werden bei Schienenfahrzeugen für hohe Geschwindigkeiten (ab 120 km/h) eingesetzt, um den Sinuslauf des Drehgestells zu optimieren. Sie gewährleisten die Stabilität des Schienenfahrzeugs in der Geraden und in großen Gleisbögen und gehören zur Standardausrüstung moderner Drehgestell-Lokomotiven.
Als Querkoppeldämpfer wird er zwischen zwei benachbarten Wagenkästen eingesetzt, um Lateralschwingungen der Wagenkästen untereinander, z. B. Gieren und gegenphasiges Wanken bei Geradeausfahrt und leichten Gleisbögen, zu minimieren.

### Aktiver Drehdämpfer

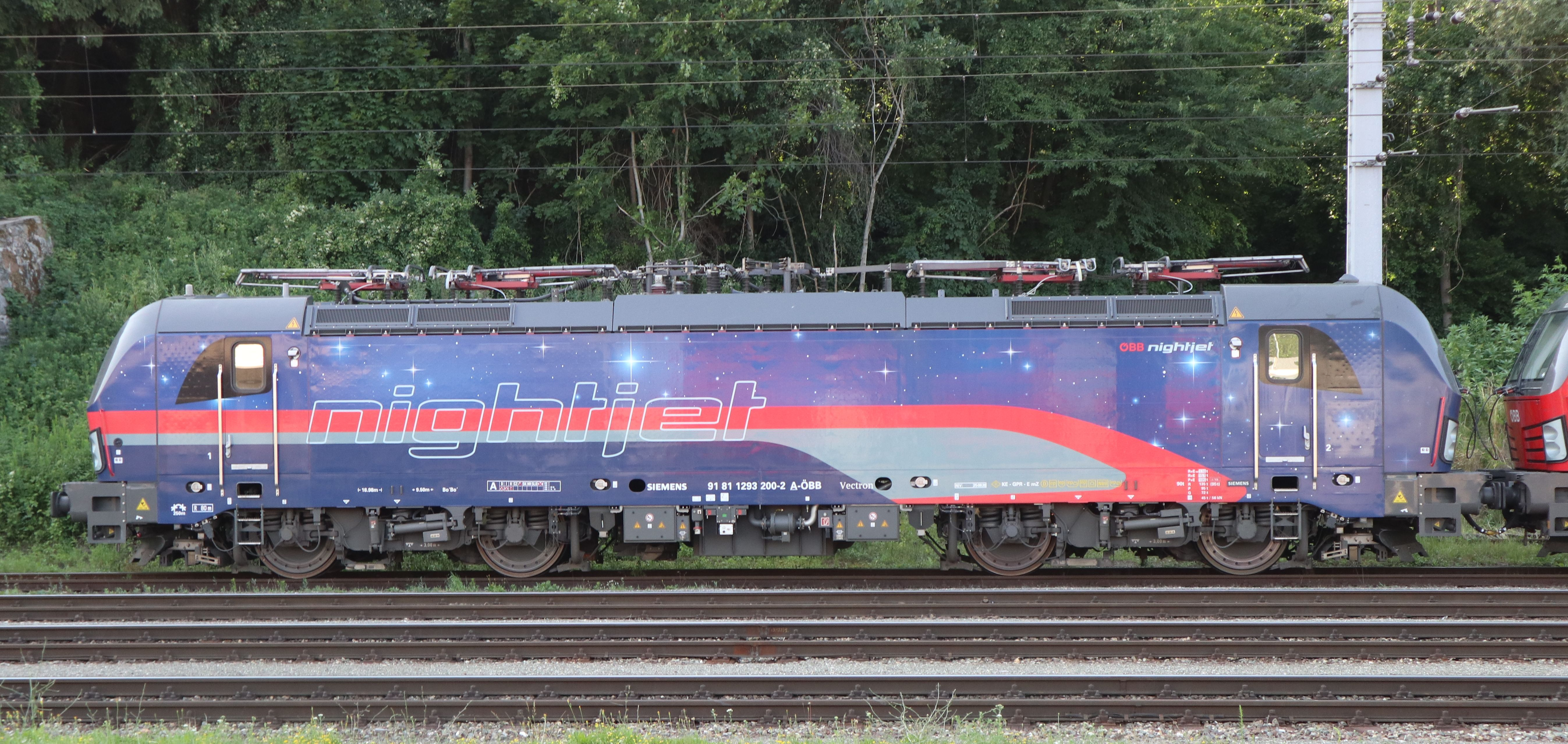
Lokomotive der Reihe 1293 mit Aktiven Drehdämpfern

Ein Aktiver Drehdämpfer (ADD) ist eine spezielle Art von Drehdämpfer, der zusätzlich zur stabilisierenden Wirkung eines konventionellen Drehdämpfers als elektrohydraulischer Aktuator wirkt. Dieser erzeugt in engen Bögen ein Drehmoment und verbessert damit das Ausdrehverhalten der Drehgestelle. Dadurch werden die quasistatischen Führungskräfte der einzelnen Radsätze reduziert und die Gleisverschiebekräfte innerhalb eines Drehgestells gleichmäßig aufteilt. Dies reduziert den Verschleiß an Rad und Schiene und verbessert die Traktion in engen Bögen. Entwickelt wurde das System von Siemens TS und Liebherr Transportation Systems.
Der Aktive Drehdämpfer besteht aus einem doppeltwirkenden Hydraulikzylinder, dessen zwei Kammern über eine Ventilsteuerung so geschaltet werden können, dass wahlweise eine Zug- oder eine Druckkraft erzeugt wird. Alle Hydraulikelemente und die Steuerung sind in einem vollständig gekapselten Gehäuse am Dämpfer montiert. In die Kolbenstange ist ein berührungsloser Wegsensor integriert, mit dem die Längenänderung des Drehdämpfers gemessen und daraus der Ausdrehwinkel der Drehgestelle berechnet werden kann. Eine im Maschinenraum der Lokomotive untergebrachte Steuereinheit erzeugt auf Basis des berechneten Ausdrehwinkels und der aktuellen Fahrtrichtung zentral die Ansteuerimpulse für alle vier Aktiven Drehdämpfer.
Das System verfügt über drei Betriebsmodi: passiv, semi-aktiv und aktiv. Im passiven Betriebsmodus hat der Aktive Drehdämpfer mit Hilfe geeigneter Drosseln die Dämpfungscharakteristik eines konventionellen Drehdämpfers; dies ist beispielsweise beim Ausfall der Stromversorgung der Fall. Im semi-aktiven Betriebsmodus befindet sich der Aktive Drehdämpfer in der Geraden bzw. in Gleisbögen mit Radien größer 400 m und wirkt weiterhin wie ein konventioneller Drehdämpfer. Die Hydraulikpumpe ist dabei abgeschaltet. Im aktiven Betriebsmodus, bei Gleisbögen mit Radien kleiner 400 m, sind die Drosseln geschlossen und über die Hydraulikpumpe und das Steuerventil wird immer eine der beiden Kammern des Hydraulikzylinders mit Druck beaufschlagt.
Das System ist seit Herbst 2004 für Lokomotiven des Typs Siemens ES64F4 und seit Mai 2006 für Lokomotiven des Typs Siemens ES64U2 zugelassen. Im Jahr 2007 wurden jeweils drei Fahrzeuge mit aktiven Drehdämpfern ausgerüstet. Die erste größere Serie von Lokomotiven mit aktiven Drehdämpfern sind die Lokomotiven der Reihe 1293 der ÖBB.

## Bei Kraftfahrzeugen
Bei Kraftfahrzeugen werden Schlingerdämpfer zwischen Zugfahrzeug und Wohnwagen eingesetzt, um die Pendelbewegungen des Wohnwagens zu dämpfen.